# Bêta-2 microglobuline

Représentation schématique d'une molécule CMH de classe I

La microglobuline bêta 2 est un composant des molécules complexe majeur d'histocompatibilité de classe I, qui sont présentes dans presque toutes les cellules du corps (les hématies en sont une notable exception). Son gène est le B2M situé sur le chromosome 15 humain.

## Structure et fonction
Les niveaux de microglobuline bêta 2 peuvent s'élever en cas de myélome multiple et de lymphome.
Cette molécule est excrétée par le rein : en cas d'insuffisance rénale dialysée, son taux sanguin augmente de façon importante. Elle peut se déposer alors dans différents organes formant une amylose.